# Setaria submacrostachya
Setaria submacrostachya är en gräsart som beskrevs av Luces. Setaria submacrostachya ingår i släktet kolvhirser, och familjen gräs. Inga underarter finns listade i Catalogue of Life.